# 韋斯特豪特49-2
韋斯特豪特49-2（W49-2）是在氫離子區（H II區）韋斯特豪特49中的一顆質量非常大且高光度的恆星。它的質量為250太陽質量，然而仍有很大的不確定性。光度超過400萬 L☉，是已知質量最大、最明亮的恆星之一。

## 性質
韋斯特豪特49-2位於氫離子（H II）區域韋斯特豪特49內，距離太陽約11,100秒差距。這顆恆星在K波段中嚴重紅化幾乎衰減5星等，是該區域中紅化最多的恆星。韋斯特豪特49-2被歸類為演化中的斜槓星，光譜類型為O2-3.5If*。這顆恆星是已知最明亮的恆星之一，光度為4,365,000 L☉，溫度約為35,500 K，半徑相當於太陽半徑的55倍以上。

### 不確定性
韋斯特豪特49-2的屬性存在顯著的不確定性。例如，它的光度可能介於2,455,000 L☉和7,763,000 L☉之間。此外，它的質量存在更大的不確定性，它可能在110 and 370 M☉。另一種估計認為它的質量在90到240 M☉之間，但這是使用質量-光度關係，而不是將模型擬合到光譜中。此外，它的質量可能高於150 M☉的理論上限，這意味著如果檢測到X射線，它可能是聯星。韋斯特豪特49-1、49-2和49-12都是明亮的X射線源，這意味著它們都可能是聯星，而它們每一顆單獨的質將低於預測的質量。

## 註解
1. 1 2   应用标称太阳有效温度为5,772开尔文的方法：
{\displaystyle {\sqrt {(5772/35,500)^{4}*4,365,000}}=55.29\ R\odot }